# Bolvașnița

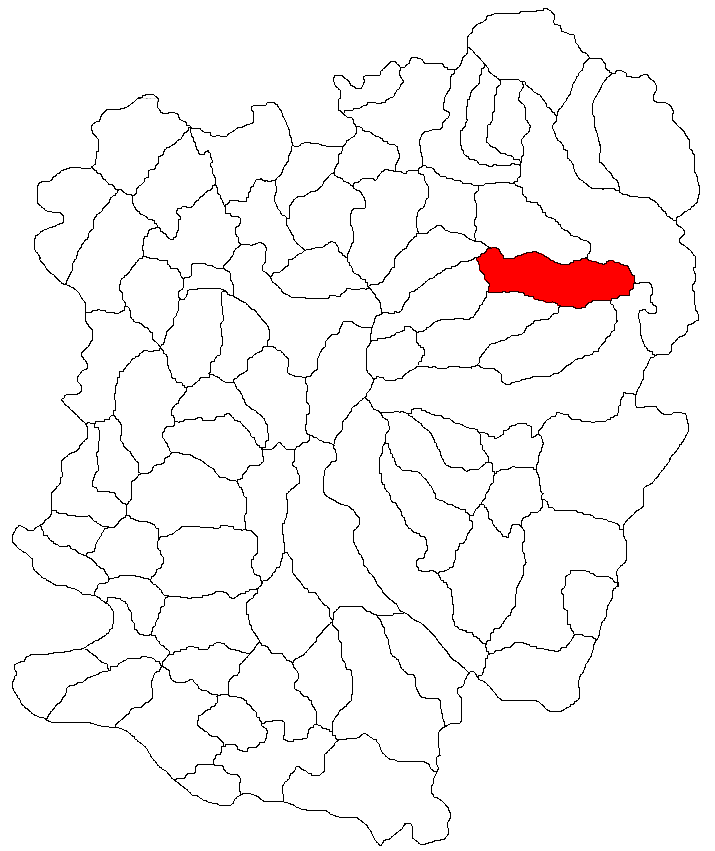

Bolvașnița (en hongrois : Bolvás) est une commune du județ de Caraș-Severin en Roumanie.